# (12973) Melanthios
(12973) Melanthios (1973 SY1) – planetoida z grupy trojańczyków okrążająca Słońce w ciągu 11,69 lat w średniej odległości 5,15 j.a. Odkryta 19 września 1973 roku.